# Brisbane Airport
Brisbane Airport (IATA: BNE, ICAO: YBBN) är en flygplats belägen i Brisbane och är Australiens tredje största flygplats. Flygplatsen tjänar som hub för flygbolagen Virgin Blue och Pacific Blue.